# Cueva de las Majadillas
La cueva de las Majadillas es una cueva situada en el término municipal de Sacecorbo (Guadalajara, España), dentro del parque natural del Alto Tajo. Con sus 2070 metros de desarrollo es una de las mayores de la provincia de Guadalajara.
Salvo por la entrada, en la que es necesario utilizar una cuerda o escala para bajar, el resto de la cueva es completamente horizontal, y se puede decir que es prácticamente para todos los públicos.

## Acceso
Cogiendo la carretera que lleva de Sacecorbo a Ocentejo, justo después de dejar a la izquierda el desvío que lleva a Canales del Ducado vemos a la derecha una pista que lleva a la boca de la cueva, junto a un gran chaparro aislado.
En la actualidad, el ayuntamiento de Sacecorbo ha instalado unas rejas a la entrada de la cueva para evitar que algún animal pueda caer por descuido, pero no está cerrada con llave y su acceso es libre.
Debido al deterioro que sufre la cueva, La consejería de agricultura y Medio Ambiente ha autorizado el cierre de la cueva, quedando restringida a grupos federados, con un máximo de 10 personas, y previa autorización del ayuntamiento de Sacecorbo. 
En las federaciones territoriales y española de espeleología se encuentran los modelos de solicitud de permiso y las normas de visita. (Información facilitada por el CDE EspeleoClub Torrelodones.)

## Descripción
La entrada es un amplio pozo de unos 8 metros de profundidad, que habitualmente se baja con una cuerda anclada a la reja que la cubre, bien con aparatos de progresión vertical, o simplemente con un arnés y poleas.
Una vez abajo, nos encontramos en una sala con dos salidas: hacia el oeste, y después de reptar un poco, llegamos a la Sala del Tanque.  Si, por el contrario, vamos hacia el sur, avanzamos por una galería muy cómoda en la que enseguida vemos un cruce; hacia el suroeste continuamos hacia las Galerías Secas, mientras que hacia el noroeste seguimos por otro camino hacia la Sala del Tanque.
Las Galerías Secas no tienen mucho interés; a pesar de su nombre, hay una pequeña corriente de agua que, unido a lo estrecho de las galerías por algunos puntos, provoca que tengamos que mojarnos para atravesar algunos puntos.
La Sala del Tanque se llama así por su gran tamaño. Es muy arcillosa y en algunos puntos se pueden encontrar formaciones bastante espectaculares.
Hacia el sureste de la Sala del Tanque encontramos una gatera por la que podemos avanzar, a veces de rodillas, a veces tumbados, y alguna que otra vez de pie, durante unos 100 metros, culminando con la parte más estrecha de la cueva, el Paso del Chumino.
Después de este paso la galería comienza a ensancharse, hasta llegar a la Sala de la Playa, en la que encontramos una corriente de agua que va aumentando, y la galería estrechándose, hasta llegar a un punto en el que se hace imposible progresar sin mojarse: el paso de El Sifón.